# 弗里德里希·克里斯蒂安 (萨克森王子)
弗里德里希·克里斯蒂安·阿尔贝特·利奥波德·阿诺·西尔维斯特·马卡里乌斯（Friedrich Christian Albert Leopold Anno Sylvester Macarius，1893年—1968年），萨克森公爵，迈森藩侯，韦廷家族阿贝丁系族长。1893年12月31日生于萨克森首都德累斯顿，萨克森国王弗里德里希·奥古斯特三世与奧地利-托斯卡納的路易絲的次子。
父亲弗里德里希·奥古斯特三世在1918年被推翻，于1932年去世。由于长兄格奥尔格已于1923年放弃王位继承权，他成为萨克森王位继承人，韦廷家族阿爾貝系族长（Chef der albertinischen Linie des Hauses Wettin），称迈森藩侯弗里德里希·克里斯蒂安（Friedrich Christian Markgraf zu Meißen）。
1923年，他与图恩和塔克西斯亲王阿尔贝特之女伊丽莎白·海伦（Elisabeth Helene）结婚，有二子三女。
弗里德里希·克里斯蒂安王子于1968年8月9日在瑞士去世，终年75岁。长子玛利亚·埃曼努埃尔成为家族族长。
| 前任： 弗里德里希·奥古斯特三世 | 韦廷家族阿贝丁系族长 1932年—1968年 | 继任： 玛利亚·埃曼努埃尔 |